# The Midnighters
The Midnighters — американская вокальная группа из Детройта, Мичиган. Наиболее известна как группа бэк-вокалистов при певце Хэнке Балларде. (Выступали они как «Hank Ballard and the Midnighters».)
Группа была создана, по разным данным, в 1950 или 1952 году и называлась тогда «Royals». Оригинальный состав (на 1952 год) был: Генри Бут, Чарльз Саттон, Лосон Смит и Джимми Вудс. В 1953 году Смита заменил Хэнк Баллард. В 1953 году группа была переименована в «Midnighters»
Зал славы рок-н-ролла описывает группу Hank Ballard and the Midnighters (т.е. в этом составе, с Баллардом в качестве лид-вокалиста, а остальными участниками на подпевке) как «одну из величайших вокальных групп 1950-х годов», c «чистыми, основательными гармониями и лукавыми рискованными (примеч.: т.е. не совсем приличными) текстами».
Их песни имели широкую аудиторию, не только не ограничиваясь попаданием в ритм-н-блюзовые чарты, но и достигая в мейнстримовых (попсовых) чартах значительных успехов. Так, в R&B-чарт «Билборда» песни коллектива Hank Ballard and the Midnighters попадали 20 раз, а в поп-чарт (теперь называется «Hot 100») — почти столько же, 15 раз.
Группа The Midnighters была принята в Зал славы рок-н-ролла в 2012 году. Кроме того, песня «Work With Me Annie» в исполнении Хэнка Балларда и группы The Midnighters входит в составленный Залом славы рок-н-ролла список 500 Songs That Shaped Rock and Roll.

## Дискография
См. «The Midnighters#Discography» в английском разделе.